# Will Simpson
William "Will" Simpson (Springfield (Illinois), 9 de junho de 1959) é um ginete de elite estadunidense, especialista em saltos,  campeão olímpico. 

## Carreira
Will Simpson representou seu país nos Jogos Olímpicos de 2008, na qual conquistou a medalha de ouro nos saltos por equipes em 2008.